# Plecoptera erica
Plecoptera erica là một loài bướm đêm trong họ Erebidae.